# Сіетл Сігокс
«Сіє́тл Сіхоукс» (англ. Seattle Seahawks) — заснована у 1976 році професійна команда з американського футболу розташована в місті Сіетл, Вашингтон. Команда є членом Західного дивізіону, Національної футбольної конференції, Національної футбольної ліги.
Домашнім стадіоном для «Сіхоукс» є Сенчурі Лінк Філд. Стартовий квотербек — Расел Вілсон. Традиційно команда вважається оборонною, адже володіє однією з найкращих ліній захисту в лізі.

## Участь уСупербоул

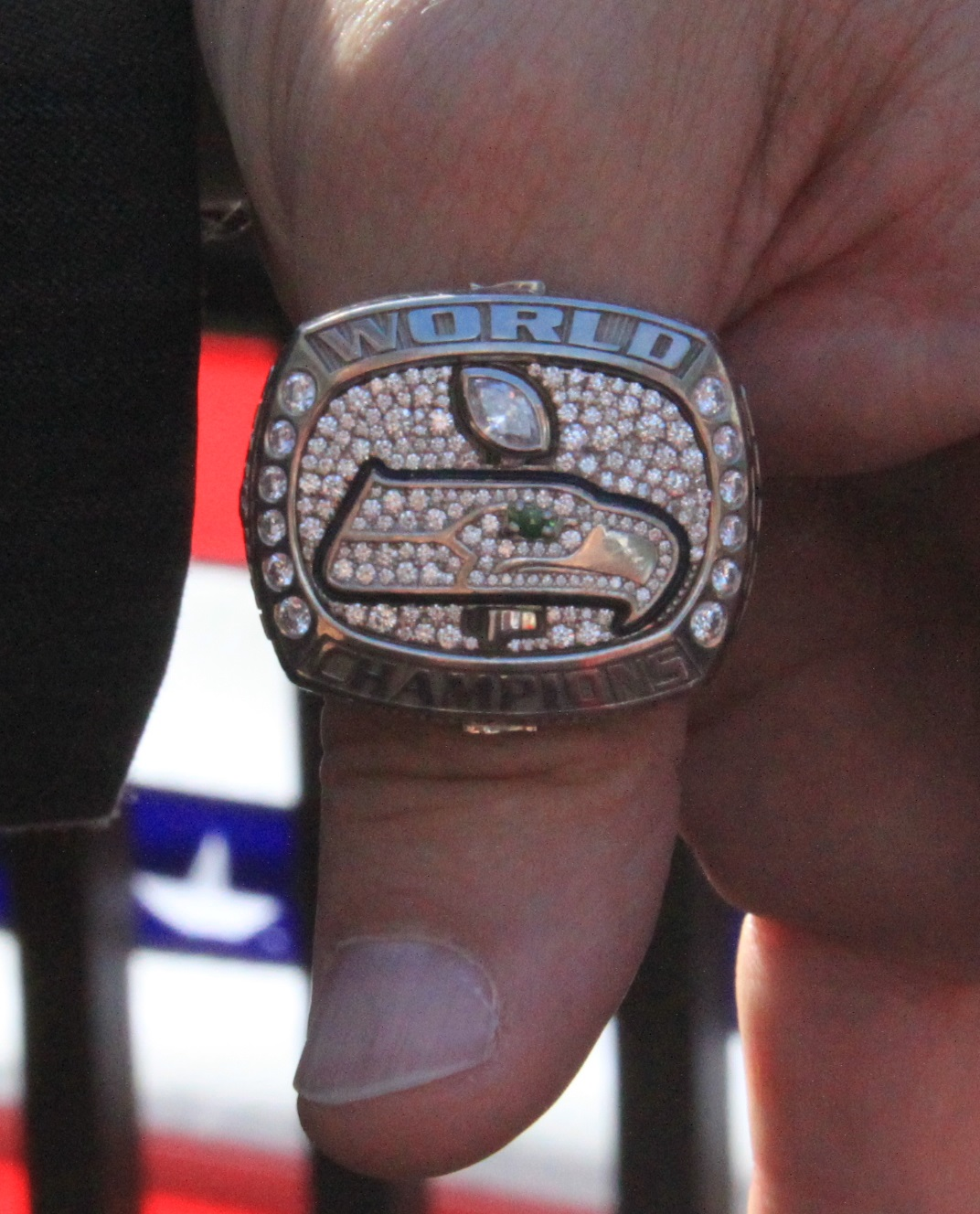
Перстень чемпіонів Сіхоукс 2013

| Сезон | Супербоул | Тренер        | Суперник             | Підсумок      |
| ----- | --------- | ------------- | -------------------- | ------------- |
| 2005  | XL        | Майк Холмгрен | Піттсбург Стілерс    | Програш 10–21 |
| 2013  | XLVIII    | Піт Керролл   | Денвер Бронкос       | Перемога 43–8 |
| 2014  | XLIX      | Піт Керролл   | Нью-Інгленд Петріотс | Програш 24–28 |